# Lucien Vieillard
Pour les articles homonymes, voir Vieillard.
Lucien Vieillard, né le 24 décembre 1923 à Toulouse et mort le 24 novembre 2021 à Quint-Fonsegrives, Haute-Garonne, est un résistant et un grand peintre naïf français. 

## Acquisitions publiques

### France
- Musée Toulouse-Lautrec, Albi.
- Musée des Augustins, Toulouse[3].
- Musée international d’Art naïf Anatole Jakovsky, Nice.
- Musée d'Art naïf et d'Arts singuliers, Laval.
- Musée de la Halle Saint-Pierre, Paris.
- Musée d'art naïf d'Ile de France, Vicq (Yvelines)
- Musée Daubigny, Auvers-sur-Oise.
- Musée de l'affiche, Toulouse
- Musée du Vieux-Toulouse - Hôtel du May
- Patrimoine du Ministère des Affaires étrangères, Paris
- Fondation Jakovsky-Frère, Blainville-Crevon (Seine-Maritime)
- Musée départemental de la résistance et de la déportation de la Haute-Garonne
- Château de Laréole (Conseil Départemental de la Haute-Garonne)

### Allemagne
- Clemens Sels Museum, Neuss
- Musée Charlotte Zander - Château de Bönnigheim, Stuttgart

### Japon
- Musée du Jouet, Tokyo
- Musée de Sétagaya, Tokyo

### Slovaquie
- Galerie nationale slovaque, Bratislava

### Canada
- Musée international d'Art naïf, Magog.

## Distinctions
- Commandeur de l’ordre national du Mérite.
- Détenteur de la croix du combattant volontaire de la Résistance.
- Chevalier de la Légion d'honneur.
- Prix Pro Arte Kasper (Suisse) Peintures Naïve Européenne 1974.
- Prix Pro Arte Kasper (Suisse) Peintures Naïve Européenne 1976.
- Plaquette d'argent.
- Prix d'honneur plaquette d'or.
- Prix Renée Aspe 1995, Académie du Languedoc.